# Герб лена Эребру
Герб лена Эребру (швед. Örebro läns vapen) — символ современного административно-территориального образования лена Эребру, Швеция.

## История
Герб лена утверждён в 1944 году.

## Описание (блазон)
Щит пересечён и наполовину рассечён, в первом червленом поле две положенные накрест золотые стрелы с серебряными наконечниками вверх, между ними — четыре серебряные розы, во втором серебряном поле — лазоревый орёл с червлёным языком, клювом, лапами и когтями; в 3-м серебряном поле — лазоревый трёхглавый холм, из которого выходят три червлёных огненных языка.

## Содержание
В гербе лена объединены символы исторических провинций Нерке, Вермланд и Вестманланд.
Герб лена может использоваться органами власти увенчанный королевской короной.

Герб Нерке
Герб Вермланда
Герб Вестманланда
Герб лена с королевской короной